# Esther Sandoval
Esther Sandoval (ur. 28 grudnia 1927, zm. 6 lutego 2006) – portorykańska aktorka oraz pionierka tamtejszej telewizji.